# Helique
Helique ou Hélice (em grego:  Ἑλίκη) foi uma antiga pólis (cidade-estado) da Grécia Antiga que foi submersa por um tsunami no inverno do ano 373 a.C.. Localizava-se na unidade regional da Acaia, norte do Peloponeso, a dois quilómetros (ou 12 estádios) do Golfo de Corinto e perto da cidade antiga de Bura, que, tal como Helique, era membro da Liga Aqueia. A pesquisa moderna atribui a catástrofe a um terremoto seguido por um tsunami que destruiu e submergiu a cidade. Em um esforço para proteger o local da destruição, o Fundo Mundial de Monumentos incluiu a cidade na sua Lista dos 100 Locais Mais Ameaçados de 2004 e 2006.

## História

Mapa da região com Helique marcada como "Ελικη".

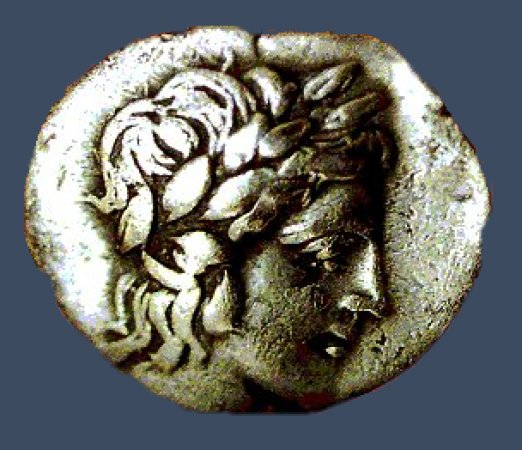
Uma moeda de Helique

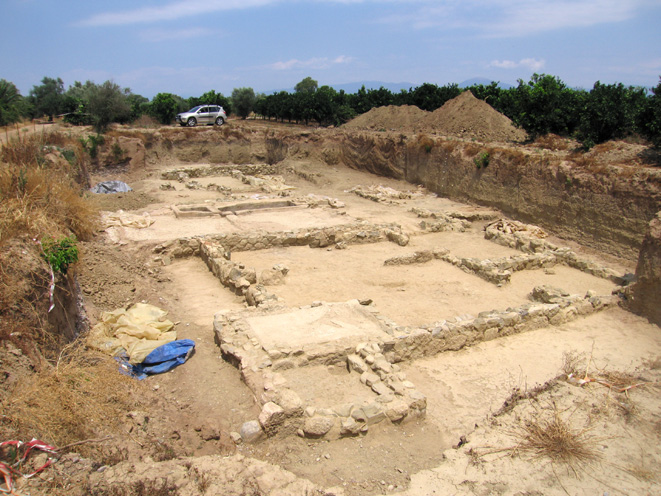
Escavações no sítio de Helique. Neste caso, um edifício da era helenística; possivelmente usado como tinturaria.

Helique foi fundada no início da Idade do Bronze (c. 3.000-2.200 a.C.) como uma cidade protourbana com grandes edifícios retilíneos e ruas de paralelepípedos; também foram encontradas paredes e camadas de ocupação ricas em cerâmica do período micênico (c. 1750-1050 a.C.), o que a torna a principal cidade da região de Acaia. O poeta Homero afirma que a cidade de Helique participou da Guerra de Troia como parte das forças de Agamenon. No espaço de um possível pequeno templo dedicado a Poseidon, foram encontrados artefatos religiosos como itens de bronze e argila, como estatuetas, rodas de carruagens de barro, armas de ferro e cerâmica, uma cabeça de cobra de bronze e um raro colar de ouro datados do Período Arcaico. Mais tarde, após a sua queda nas mãos dos aqueus, Helique liderou a Liga Aqueia, uma associação que uniu doze cidades vizinhas em uma área que incluía a atual cidade de Égio. Helique, também conhecida como Dodecápolis (das palavras gregas dodeka que significa doze e polis que significa cidade), tornou-se um centro cultural e religioso com moeda própria. Os achados da antiga Helique estão limitados a duas moedas de cobre do século V a.C., agora guardadas no Museu Bode, em Berlim. O anverso mostra a cabeça de Poseidon, o patrono da cidade e o reverso seu tridente.
Helique fundou colônias como Priene na Ásia Menor e Síbaris no sul da Itália. Seu templo pan-helênico e santuário de Poseidon Heliconiano eram conhecidos em todo o mundo clássico, perdendo apenas em importância religiosa para Delfos.

### Destruição
O relato antigo situa a destruição de Helique no ano 373 a.C., dois anos antes da Batalha de Leuctra, durante uma noite de inverno. Vários eventos foram interpretados em retrospecto como alertando para o desastre: algumas "imensas colunas de chamas" apareceram e, cinco dias antes, todos os animais e vermes fugiram da cidade, indo em direção à cidade de Keryneia. A cidade e um espaço de 12 estádios abaixo dela afundaram na terra e foram cobertos pelo mar. Todos os habitantes morreram sem deixar vestígios, e a cidade ficou oculta, exceto por alguns fragmentos de construção que se projetavam do mar. Dez navios espartanos ancorados no porto foram arrastados com junto com a cidade. Uma tentativa de recuperar os corpos que envolveu 2 mil homens não teve sucesso. Após a catástrofe, a cidade de Égio tomou posse do antigo território de Helique.
A catástrofe foi atribuída à vingança de Poseidon, cuja ira foi incitada porque os habitantes de Helique se recusaram a dar a sua estátua aos colonos jônios na Ásia, ou mesmo a fornecer-lhes um modelo. Segundo algumas autoridades, os habitantes de Helique e Bura chegaram a assassinar os representantes dos jônios. Um relato de Sêneca afirma que o mar destruiu a cidade após o aparecimento de um cometa.
Cerca de 150 anos após o desastre, o filósofo Eratóstenes visitou o local e relatou que uma estátua de bronze de Poseidon estava submersa em um "poros", "segurando em uma mão um hipocampo", o que representava um perigo para quem pescava com redes. O significado de "poros" no grego antigo não é totalmente claro, mas pode referir-se a uma lagoa interior, lago ou estreito.
Por volta do ano 174 d.C., o viajante e géografo Pausânias visitou um local costeiro que ainda era chamado de Helique, localizado sete quilômetros a sudeste de Égio e relatou que as muralhas da antiga cidade ainda eram visíveis debaixo da água, "mas não tão claramente agora como eram outrora, porque elas são corroídas pela água salgada".
Adalberto Giobannini argumentou que a submersão de Helique pode ter inspirado Platão a criar a sua história sobre Atlântida. Estudiosos e escritores antigos que visitaram as ruínas incluem os gregos Estrabão, Pausânias e Diodoros da Sicília, e os romanos Cláudio Eliano and Ovídio.

### Eventos subsequentes
Em 23 de agosto de 1817, um desastre semelhante, um terremoto seguido de um tsunami, ocorreu no mesmo local. O terremoto foi precedido por uma explosão repentina, como a produzida por uma bateria de canhões. Diz-se que o tremor durou um minuto e meio, durante o qual o mar subiu na foz do rio Selinous e se estendeu até cobrir todo o terreno imediatamente abaixo de Vostitza (ou Égio). Após a sua retirada, não sobrou vestígios de alguns depósitos de artilharia que se encontravam na costa e a praia foi completamente destruída. Em Vostitza, 65 pessoas perderam a vida e dois terços dos seus edifícios ficaram totalmente arruinados, assim como cinco aldeias localizadas na planície.

## Esforços de pesquisa
A cidade submersa foi durante muito tempo um dos maiores alvos da arqueologia subaquática. Os cientistas estavam divididos em suas opiniões sobre a localização exata de Helique. Vários arqueólogos, historiadores, professores e exploradores escreveram, estudaram e pesquisaram ativamente, tentando descobrir qualquer vestígio da antiga cidade, mas com pouco sucesso. No entanto, o seu trabalho, ensaios, observações e estudos contribuíram para um importante e crescente corpo de conhecimento sobre Helique: em 1826, François Pouqueville, diplomata e arqueólogo francês, que escreveu a Voyage en Grèce; em 1851 Ernst Curtius, o arqueólogo e historiador alemão que especulou sobre sua localização; em 1879, J. F. Julius Schmidt, diretor do Observatório de Atenas, publicando um estudo comparando o terremoto de Égio ocorrido em 26 de dezembro de 1861, com o terremoto que poderia ter destruído Helique; em 1883, Spiros Panagiotopoulos, o prefeito da cidade de Égio, escreveu sobre a cidade antiga e em 1912, o escritor grego P. K; Ksinopoulos escreveu The City of Aegeion Through the Centuries.
Outros investigadores incluem em 1948 o arqueólogo alemão Georg Karo; em 1950, Robert Demangel, que foi de 1933 a 1948 diretor da Escola Francesa de Arqueologia em Atenas; em 1950 Alfred Philippson, geólogo e geógrafo alemão; em 1952 Spiros Dontas, escritor grego e membro da Academia de Atenas; em 1954 Aristos Stauropoulos, escritor grego que publicou a História da cidade de Egeu; em 1956, o professor grego N. Κ. Moutsopoulos; em 1967, Spyros Marinatos, um arqueólogo grego que escreveu as obras Pesquisa sobre Helique e em 1968 Helike-Thira-Tebas; em 1962 George K. Georgalas, o escritor grego; e em 1967 Nikos Papahatzis, um arqueólogo grego que publicou a Descrição da Grécia de Pausânias.
O arqueólogo grego Spyridon Marinatos, enfatizando a importância da descoberta de Helique, disse que apenas a declaração de uma Terceira Guerra Mundial obscureceria a descoberta da cidade antiga. Em 1960, ele apontou Helique como um problema não resolvido da arqueologia grega. Em 1967, o engenheiro estadunidense Harold Eugene Edgerton trabalhou com o pesquisador estadunidense Peter Throckmorton. Eles estavam convencidos de que Helique seria encontrada no fundo do mar do Golfo de Corinto. Edgerton aperfeiçoou um equipamento sonar especial para esta pesquisa, mas a permissão para a busca não foi concedida pelas autoridades gregas. Em 1967 e em 1976, Jacques Cousteau fez alguns esforços sem resultado. Em 1979, no Golfo de Corinto, o explorador submarino grego Alexis Papadopoulos descobriu uma cidade submersa e registou as suas descobertas em um documentário que mostra paredes, telhados caídos, telhas, ruas, etc., a uma profundidade entre 25 e 45 metros. "Se esta cidade pode ou não ser identificada como Helique é uma questão a ser respondida por extensas pesquisas subaquáticas. De qualquer maneira, a descoberta desta cidade pode ser considerada uma descoberta extremamente interessante", segundo reportagem da revista científica grega Arqueologia.

## Redescoberta
Em 1988, a arqueóloga grega Dora Katsonopoulou, presidente da Sociedade Helique, e Steven Soter, do Museu Americano de História Natural, lançaram o Projeto Helique para localizar a cidade perdida. Textos antigos contando a história diziam que a cidade havia afundado num poros, que todos interpretaram como o Golfo de Corinto. No entanto, Katsonopoulou e Soter levantaram a possibilidade de que poros pudesse significar uma lagoa interior. Se um terremoto causasse a liquefação do solo em grande escala, a cidade teria sido levada para baixo do nível do mar. Além disso, se um terremoto fizesse com que partes da costa caíssem no mar, isto teria criado um tsunami, que por sua vez teria inundado a lagoa interior com a cidade dentro dela. Com o tempo, os sedimentos do rio que desciam das montanhas teriam preenchido a lagoa e escondido as ruínas da cidade sob o solo sólido.
Antes de Helique ser redescoberta, algumas pistas falsas surgiram ao longo do caminho. Em 1994, em colaboração com a Universidade de Patras, um levantamento magnetométrico realizado na planície média do delta revelou os contornos de um edifício enterrado. Este alvo (agora conhecido como sítio Klonis) foi escavado e um grande edifício romano com paredes verticais foi encontrado. Também foi descoberto um assentamento bem preservado do início da Idade do Bronze. Finalmente, em 2001, a cidade de Helique foi redescoberta enterrada numa antiga lagoa perto da aldeia de Rizomylos. Para confirmar ainda que o local descoberto realmente pertence a Helique, a camada de destruição do terremoto composta por paralelepípedos, telhas de barro e cerâmica foi descoberta em 2012. Esta camada de destruição está de acordo com textos antigos sobre a localização da cidade e os efeitos do terremoto nela.
Escavações são realizadas no delta de Helique todos os verões e trouxeram à luz importantes descobertas arqueológicas que datam desde os tempos pré-históricos, quando Helique foi fundada, até o seu renascimento nos tempos helenístico e romano.